# Paul Junge
Paul Junge (1881 - 1919) fue un botánico, y pteridólogo alemán.

## Algunas publicaciones

### Libros
- 1913. Die Gramineen Schleswig-Holsteins: einschliesslich des Gebiets der freien und Hansestädte Hamburg und Lübeck und des Fürstentums Lübeck ( Las gramíneas de Schleswig-Holstein: incluyendo el área de la Ciudad Libre y Hanseática de Hamburgo y Lübeck y el Principado de Lübeck. Volumen 30 de Jahrbuch der Hamburgischen Wissenschaftlichen Anstalten. 330 pp.
- peter Prahl, paul Junge. 1913. Flora der Provinz Schleswig-Holstein, des angrenzenden Gebietes der Hansestädte Hamburg u. Lübeck u. d. Fürstentums Lübeck ( Flora de la provincia de Schleswig-Holstein, el área adyacente de la ciudad hanseática de Hamburgo y Lübeck ud Principado de Lübeck). Ed. Toeche. 357 pp.
- 1910. Die Pteridophyten Schleswig-Holsteins einschließlich des Gebiets der Freien und Hansestädte Hamburg (nördlich der Elbe) und des Fürstentums Lübeck ( Pteridofitas de Schleswig-Holstein, incluido el territorio de la Ciudad Libre y Hanseática de Hamburgo (norte del Elba) y el Principado de Lübeck). Ed. L. Gräfe, Sillem. 197 pp.
- 1909. Schul- und Exkursionsflora von Hamburg-Altona-Harburg und Umgegend ( La escuela y la flora de la excursión de Hamburgo-Altona-Harburg y el barrio). Ed. L. Gräfe, Sillem. 286 pp.
- 1908. Die Cyperaceae Schleswig-Holsteins einschließlich des Gebiets der freien und Hansestädte Hamburg und Lübeck (Cyperaceae Schleswig-Holstein, incluida la zona de la Ciudad Libre y Hanseática de Hamburgo y Lübeck). Ed. L. Gräfe, Sillem. 153 pp.

## Eponimia
- (Asphodelaceae) Eremurus jungei Juz.[1]
- (Asteraceae) Senecio jungei Phil.[2]